# تالاب میان‌کشندی
تالاب میان‌کشندی یا تالاب جزرومدی (به انگلیسی: Intertidal wetland)، منطقه‌ای در امتداد خط ساحلی است که در هنگام جزر در معرض هوا و در مد زیر آب قرار می‌گیرد. این نوع تالاب توسط یک پهنه میان‌کشندی تعریف می‌شود و شامل بوم‌سازگان میان‌کشندی خود می‌باشد.

## ویژگی‌ها
انواع اصلی تالاب‌های جزر و مدی عبارتند از پهنه‌های گلی (مثلاً باتلاق‌های حرا) و باتلاق‌های نمکی. باتلاق‌های حرا در امتداد سواحل گرمسیری قرار دارند و با پوشش گیاهی درختی مشخص می‌شوند، در حالی که شوره‌زارها بیشتر در مناطق معتدل یافت می‌شوند و بیشتر بوم‌سازگان‌های چمنی هستند.
تالاب‌های جزرومدی معمولاً در بیشتر مصب‌ها دیده می‌شوند. بوم‌سازگان تالاب جزرومدی از جمله پربارترین جوامع گیاهی هستند و اغلب بخش بزرگی از مناطق مصب را تشکیل می‌دهند.